# Ruta Estatal de California 127
La Ruta Estatal de California 127, y abreviada SR 127 (en inglés: California State Route 127) es una carretera estatal estadounidense ubicada en el estado de California. La carretera inicia en el Sur desde la I 15  en Baker hacia el Norte en la SR 373  en frontera estatal con Nevada. La carretera tiene una longitud de 146,5 km (91.033 mi).

## Mantenimiento
Al igual que las autopistas interestatales, y las rutas federales y el resto de carreteras estatales, la Ruta Estatal de California 127 es administrada y mantenida por el Departamento de Transporte de California por sus siglas en inglés Caltrans.

## Cruces
La Ruta Estatal de California 127 es atravesada principalmente por la  SR 178  en Shoshone
 SR 190  en Death Valley Junction.